# Stavertsi Ridge
Stavertsi Ridge (englisch; bulgarisch Ставерци хребет Stawerzi chrebet) ist ein größtenteils vereister Gebirgskamm auf der Brabant-Insel im Palmer-Archipel westlich der Antarktischen Halbinsel. Auf der Albena-Halbinsel ragt er in ost-westlicher Ausrichtung mit einer Länge von 11 km und einer Breite von 4,7 km südöstlich des Paré-Gletschers auf. Mit den Stribog Mountains ist er nach Westen über den Viamata Saddle verbunden. Seine nördlichen und südlichen Hänge werden durch den Tschumerna-Gletscher bzw. den Grigorow-Gletscher entwässert.
Britische Wissenschaftler kartierten ihn 1980 und 2008. Die bulgarische Kommission für Antarktische Geographische Namen benannte ihn 2015 nach der Ortschaft Stawerzi im Norden Bulgariens.